# Hugo Alexander Koch
Hugo Alexander Koch (Delft, 9 maart 1870 – Düsseldorf, 3 maart 1928) was een Nederlandse uitvinder. Hij is bekend geworden door zijn octrooi nummer 10.700, dat hij op 7 oktober 1919 in Nederland aanvroeg voor een geheimschrijfmachine (codeermachine) die later bekend zou worden als Enigma. Op 5 mei 1922 werd het octrooi overgedragen aan de - een dag eerder opgerichte - NV Ingenieursbureau Securitas waarvan Koch aandeelhouder was. Dit bureau werkte nauw samen met het Gewerkschaft Securitas van de Duitser Arthur Scherbius. De bedrijven vroegen een aantal vrijwel identieke patenten aan voor latere verbeteringen van de machine. In 1927 werd het patent overgedragen aan Scherbius.
Het octrooi van Koch was niet het eerste octrooi op een rotormachine. Op 23 februari 1918 had Arthur Scherbius octrooi aangevraagd voor een soortgelijke machine in Duitsland.
 
Enkele dagen na Koch - op 11 oktober - vroeg, in Zweden, Arvid Gerhard Damm ook octrooi aan voor een soortgelijke machine. Dit werd later toegepast in de machines van de firma Hagelin.
Het octrooi van Koch is waarschijnlijk gebaseerd op een in 1915 door de marineofficieren Theo van Hengel en R.P.C. Spengler ontwikkelde rotormachine. Deze was ontwikkeld voor de marine en dus konden ze in verband met staatsgeheim niet zonder toestemming octrooi aanvragen. Zij namen wel contact op met het octrooibureau waardoor Koch, via zijn zwager (Huybrecht Verhagen) die er werkte, mogelijk inzage heeft gehad in hun ontwerp. Van Hengel en Spengler dienden dan ook bezwaar in tegen het toewijzen van het octrooi aan Koch. Dit werd echter afgewezen. De beschrijvingen van hun machine zijn verloren gegaan.